# Jokke Kangaskorpi
Jokke Kangaskorpi (Mikkeli, 2 maart 1972 – aldaar, 1 mei 2009) was een profvoetballer uit Finland die speelde als aanvaller. Hij speelde onder meer voor MP Mikkeli, TPV Tampere, Gefle IF, Luleå FF en FC Haka. Kangaskorpi overleed op 37-jarige leeftijd.

## Interlandcarrière
Kangaskorpi speelde elf interlands gespeeld voor het nationale team van Finland. Onder leiding van bondscoach Tommy Lindholm maakte hij zijn debuut op 25 januari 1994 tegen Qatar (1-0) in Doha, net als verdedigers Jussi Nuorela (FC Haka) en Janne Mäkelä (MyPa). Hij viel in dat duel na 74 minuten in voor Petri Järvinen.

## Erelijst
FC Haka
- Fins landskampioen

1995